# Армия Монгольской империи

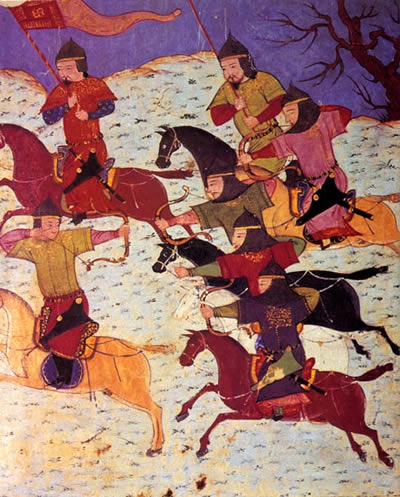
Монгольские конные лучники. Миниатюра рукописи Джами ат-таварих Рашид ад-Дина, XIV в.

Армия Монгольской империи — вооружённые силы Монгольской империи (с 1206 года). Представляли собой реформированную Чингисханом вооружённую организацию степных кочевников, сформировавшуюся под влиянием их повседневного быта и военных традиций кочевых и оседлых народов центральноазиатского региона. В этом отношении большую роль сыграли кочевые культуры киданей и чжурчжэней.
В первые годы существования империи армия служила не только инструментом экспансии, но и важнейшим механизмом управления государством. В сочетании с теми стратегическими условиями, в которых она применялась, позволила Монгольской империи стать к середине XIII века крупнейшим государством, вобравшим в себя обширные земли от Дуная до Японского моря и от Новгорода до Камбоджи.

## Предшественники

### Кидани
Наиболее сильное влияние на развитие военного дела монголов оказали кидани. Ко времени образования империи Ляо кидани имели огромный военный опыт, на который сильное влияние оказали тюркюты, уйгуры, кыргызы и ханьцы. Армия киданей состояла из гвардейского корпуса (ордо), насчитывавшего до 100 000 человек, и ополчения из воинов всех киданьских племён. Позднее к нему добавилось и ополчение покорённых народов. Ордо представлял собой подразделение из профессиональных тяжеловооружённых всадников. Киданьская армия была организована по десятеричной системе: самым маленьким подразделением был отряд из 5 человек, за ним следовали отряды в 10, 100 и 1000 воинов.
Для запугивания противника кидани использовали особых агентов, распространявших во вражеском стане панические слухи. Во время сражений киданьская армия применяла все характерные для кочевников боевые приёмы: внезапные нападения, ложные отступления, засады. Во время сражения бой обычно открывали лучники, засыпавшие противника стрелами до тех пор, пока он не обратится в бегство. Разгром довершали отряды копейщиков и меченосцев. После этого кидани упорно преследовали разбитого противника с целью окончательного уничтожения остатков вражеской армии. Кидани искусно вели осадные действия, в ходе которых для осадных работ и штурмов широко использовали пленных. Во время осад кидани устраивали подкопы и сооружали укрепления вокруг осаждённой крепости. Для защиты от нападений противника кидани строили полевые крепости с башнями и воротами.
Основным оружием киданьских воинов был лук. Помимо луков, кидани использовали копья, дротики, мечи и булавы. Пехота была вооружена различными формами древкового оружия. Воины были защищены пластинчатыми ламеллярными или ламинарными панцирями и шлемами. Боевые кони также были защищены доспехами.
Киданьская воинская традиция, находившаяся под сильным влиянием Китая, значительно повлияла на развитие военного дела каракитайской (кара-киданьской) державы и найманского племенного союза. О военном деле Каракитайского ханства известно мало. В ханстве все мужчины в возрасте от 18 лет обязаны были служить в армии. Армия каракитаев включала в себя многочисленный контингент пехоты. Вооружение каракитаев, как и их предшественников, находилось под сильным влиянием Китая. Не менее развитой была военная организация найманов, хан которых Кучлук захватил в 1211 году власть в каракитайском государстве.

### Чжурчжэни
Не менее развитой была военная организация победителей киданей — чжурчжэней. Вооружённые силы чжурчжэней были организованы тем же образом, что и у киданей: армия разделялась на подразделения по 5, 10, 100 и 1000 человек. Ядром армии была императорская гвардия. В армии господствовала железная дисциплина. Основным родом войск была конница, подразделявшаяся на тяжёлую и лёгкую. Помимо этого, армия включала в себя пехоту, а также камнемётные и огнестрельные артиллерийские части, созданные по китайскому образцу.
Тактика чжурчжэньских воинов заключалась в прорыве позиций противника с фланга или тыла и засыпании врага стрелами, выпускавшимися одновременно. Впереди двигался отряд из 20 латников на бронированных конях, вооружённых копьями. Это были самые храбрые, стойкие и сильные бойцы. За ними следовали 50 конных воинов в кожаных доспехах, вооружённых луками и стрелами. Чжурчжэни были искусными, храбрыми и неприхотливыми воинами. Современники удивлялись их умению переправляться через реки вплавь на своих лошадях.
Наиболее распространённым оружием был лук. В ходе войны с Китаем они стали использовать также арбалеты. На вооружении у них состояли также копья различных типов, мечи, палаши, булавы и кистени, боевые топоры и секиры. Воины были облачены в пластинчатые доспехи, головы их защищались шлемами.

## Организация армии

### Формирование. Полевая армия

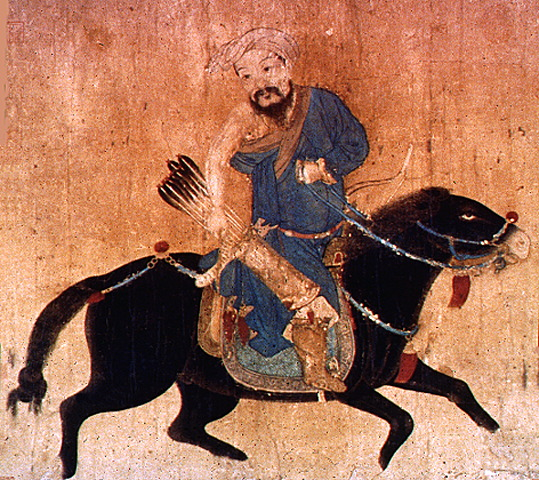
Легковооружённый монгольский конный лучник. Средневековая миниатюра

Как уже отмечалось, в создании армии монголы следовали традициям древних степных кочевников, начиная с хунну, у которых заимствована была десятеричная система. Однако именно монголы впервые сумели довести военное искусство кочевых народов до совершенства. В XII веке у монголов начался распад первобытнообщинных отношений. Из среды рядовых общинников выделились князья-нойоны — представители знати, располагавшие большими стадами и хорошими пастбищами. Предводителем племени и военным вождём был хан, получавший львиную долю военной добычи. Из органов родового строя у монголов развивались органы военной демократии: народные собрания рода и племени, курултай (совет старейшин племенной знати).
В распоряжении нойонов были отряды нукеров («друзей») — профессиональных воинов, всегда готовых к бою. Появление и развитие дружин нукеров способствовало возникновению и усилению ханской власти и, как следствие, упадку свободы кочевников. Отряды нукеров были ядром вооружённых сил своего племени и одновременно практической военной школой, в которой подготавливались кадры военачальников будущих малых и больших отрядов.
Согласно армянским и китайским летописцам, призыву подлежали все свободные мужчины в возрасте от 15  до 60 лет. Войско было организовано по азиатской десятеричной системе. Армия делилась на арбат (десятки), зууты (сотни), миягаты, или кюганы (тысячи) и тумены, или «тьмы» (десятки тысяч), во главе которых стояли, соответственно, десятники, сотники, тысяцкие и темники. Помимо этого, действовали временные соединения в несколько тысяч человек — кошуны. Тысячи, или мянганы, были не только военными подразделениями, но и административно-территориальными единицами. Тумэны объединялись в конные армии численностью до 100 000 человек. Известно, к примеру, что на Великом курултае у истоков реки Онон в 1206 году насчитали уже 95 мянганов. Монгольское войско делилось на 3 части: центр (кэль, или хол), правое крыло (баруунгар) и левое крыло (зуунгар). В армии Чингисхана десятки и сотни, как правило, состояли из выходцев из одного рода или группы родов. Более крупные соединения, такие как тысячи, Чингисхан формировал из воинов, принадлежащих к разным родам и племенам. Это было частью целенаправленной политики Чингисхана, целью которой было преодоление разобщённости и централизация государства.
Монгольское государство во многом было ориентировано на войну: так, служить обязаны были и женщины. Упоминание об этом имеется в Ясе Чингисхана: Он предписал, чтобы женщины, сопутствующие войскам, исполняли труды и обязанности мужчин в то время, как последние отлучались на битву. Те, кто не мог служить в войске, обязаны были исполнять трудовую повинность в пользу государства.

### Гвардия

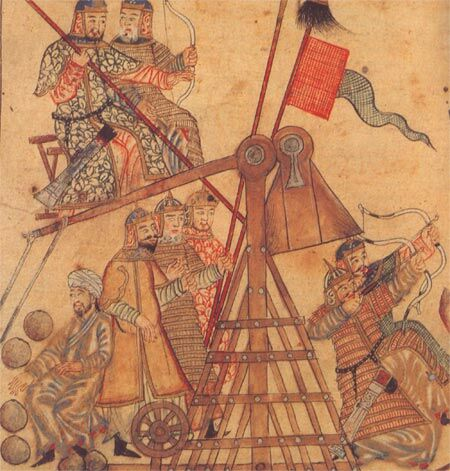
Тяжеловооружённые монгольские воины рядом с осадным орудием. Миниатюра из хроники Джами ат-таварих, Рашид ад-Дин, XIV век

После 1204 года по приказанию Чингисхана была организована «сменная гвардия», кэшик /монгол- хишигтэн/: 
«При составлении для нас корпуса кешиктенов (сменной гвардии) надлежит пополнять таковой сыновьями нойонов-темников, тысячников и сотников, а также сыновьями людей свободного состояния, достойных при этом состоять при нас как по своим способностям, так и по выдающейся физической силе и крепости. Сыновьям нойонов-тысячников надлежит явиться на службу не иначе, как с десятью товарищами и одним младшим братом при каждом. Сыновьям же нойонов-сотников — с пятью товарищами и одним младшим братом при каждом. Сыновей нойонов-десятников, равно и сыновей людей свободного состояния, каждого, сопровождают по одному младшему брату и по три товарища, причём все они обязаны явиться со своими средствами передвижения, коими снабжаются на местах».
На основании этого расчёта, можно полагать, что при Чингисхане «сменная гвардия» насчитывала около одного тумена, т. е. 10 тыс. человек. Привилегированное положение гвардии заключалось в том, что любой кешигтен был по рангу на одну ступень выше воина или командира того же чина из простых армейских частей. Несмотря на привилегированный статус, на гвардейцев-кешиктенов возлагались дополнительные обязанности: например, гвардейцы обязаны были оставаться при хане и в мирное время. Гвардия существовала в войсках многих кочевых народов, однако именно монголам при Чингисхане удалось добиться наиболее тесной интеграции гвардии с армией, благодаря чему они стали единым целым.

### Командование
Чингисхан в своей армии создал особое учреждение, главной обязанностью которого было планирование диспозиции войск, разведка противника, составление маршрутов кочевий, расположение лагерей. Офицеры, входившие в этот орган, назывались юртчи и подчинялись хану. Должность главного юртчи может быть сравнима с должностью главного квартирмейстера.
Чингисхан лично назначал командиров крупных подразделений, основываясь только на заслугах и талантах человека независимо от его происхождения. Благодаря этому сумели выдвинуться ряд талантливых военачальников. Несмотря на это, тысячник или темник при наличии у него способного сына мог попытаться передать ему свою должность, однако это также требовало личного утверждения хана. Роль военного училища у монголов играла гвардия: воины, прошедшие службу в гвардии, автоматически назначались командирами тумэнов.

### Почта и сообщения. Снабжение
Ещё при Чингисхане для передачи его приказов в народ он организовал отряд верховых, по нашей терминологии ординарцев или курьеров, которые «как стрелы» разлетались во все подвластные земли. Об этом упоминается в Ясе Чингисхана:
Он (Чингисхан) предписал султану (хану) учреждение постоянных почт, дабы знать скоро о всех событиях в государстве.
Чингисхан ввёл в своей армии интендантскую службу. Командиры интендантских отрядов назывались «черби». В их задачу входило снабжение армии всем необходимым: оружием, провиантом, снаряжением, жилищами. В задачу черби входило также распределение награбленной добычи, при этом хан получал пятую часть, столько же, сколько и командир подразделения.
По словам арабского историка Ибн аль-Асира, монголы «не нуждались в доставке им провизии и провианта, а гнали с собой овец, коров, лошадей и иных верховых животных и ели только их мясо. Их животные, на которых они ездили, рыли землю копытами и поедали корни растений, не зная ячменя. Если они останавливались в каком-нибудь жилье, то не нуждались ни в чем со стороны… У них не было запретной пищи, и они ели всех верховых животных, собак, свиней и прочее…»
На пути следования армии проводилась тщательная подготовка: через реки наводились мосты, исправлялись дороги; племена, кочевавшие на территории, через которую должна была двигаться армия, были согнаны со своих мест; заготавливались огромные склады продовольствия и фуража.

### Дисциплина
Чингисхан установил в монгольском войске железную дисциплину. За многие проступки провинившимся грозила смертная казнь. Ей подвергались бежавшие с поля боя (кроме случаев общего отступления), а также те, кто не отправился на выручку товарищам по подразделению, попавшим в плен, и просто не вступившие в бой вслед за другими. Об этом сообщает Плано Карпини:
 Когда же войска находятся на войне, то если из десяти человек бежит один, или двое, или трое, или даже больше, то все они умерщвляются, и если бегут все десять, а не бегут другие сто, то все умерщвляются; и, говоря кратко, если они не отступают сообща, то все бегущие умерщвляются; точно так же, если один или двое, или больше смело вступают в бой, а десять других не следуют, то их также умерщвляют, а если из десяти попадают в плен один или больше, другие же товарищи не освобождают их, то они также умерщвляются. 
 Этот пассаж нередко интерпретируется в том смысле, что проступок одного или нескольких воинов вёл к казни всего подразделения, однако Карпини уточняет, что умерщвлялись именно бросившие в бою товарищей.
Необходимо отметить, что сходная система существовала и в армии чжурчжэней. Свод законов, установленных Чингисханом (Яса), требовал от воинов взаимопомощи и взаимовыручки. Так, если во время похода монгольский воин ронял что-нибудь на землю, следовавший за ним воин обязан был поднять упавшую вещь и вернуть владельцу, в противном случае последнего ожидало жестокое наказание. Каждый монгольский воин обязан был тщательно подготовиться к походу: наказание могло следовать и за отсутствие иголки или запасной тетивы, необходимых воину в походе. Смертная казнь грозила также за многие другие проступки, такие, как преждевременный грабёж вражеского лагеря или сон на посту. Мелкие проступки обычно карались штрафами, а также телесными наказаниями.

### Обучение и подготовка

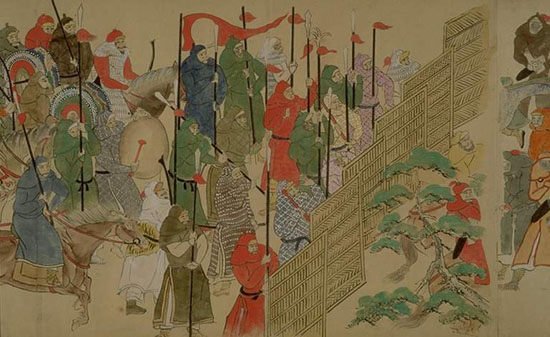
Монгольские воины. Миниатюра из японского «Свитка о монгольском нашествии», XIII век

Монголы с малолетства приучались ездить в седле. В возрасте трёх лет мать сажала ребёнка на седло, привязывая его к спине лошади. В возрасте 4 — 5 лет ребёнок получал свой первый лук, и с этих пор большую часть времени проводил в седле, охотясь и воюя. В походах монголы могли спать в седле, тем самым добиваясь большой скорости передвижения своих отрядов. Монгольские воины отличались необычайной выносливостью. Так, Марко Поло сообщает, что монголы при нужде могли по десять дней обходиться без горячей пищи. Также при необходимости воин мог пить кровь своей лошади, вскрыв вену на её шее. С детства приученные к войне, монгольские воины превосходно владели многими видами оружия и виртуозно стреляли из луков.
В качестве тренировки монголам служила охота, во время которой проводились своего рода армейские манёвры. Сезоном большой охоты, во время которой монголы оттачивали своё мастерство маневрирования и окружения, было начало зимы. Монголы формировали круг облавы вокруг огромной территории, которая была определена для охоты, и постепенно, в течение от одного до трёх месяцев, сужали его, загоняя дичь в центр, где находился великий хан. На завершающей стадии охоты, когда круг замыкался, он оцеплялся по окружности верёвками. Истребление попавших в ловушку зверей начинал хан, выезжавший во внутренний круг, за ним следовали князья, а затем и обычные воины. Гийом де Рубрук следующим образом описывает монгольскую охоту:
Когда они хотят охотиться на зверей, то собираются в большом количестве, окружают местность, про которую знают, что там находятся звери, и мало-помалу приближаются друг к другу, пока не замкнут зверей друг с другом как бы в круге, и тогда пускают в них стрелы.

## Численность монгольской армии
В разное время историки давали различные цифры относительно численности монгольских войск. Максимальную численность в 600 000 человек приводит Плано Карпини. Так, Н. М. Карамзин оценивал общую численность вторгшихся на Русь монгольских войск в 500 000 человек. Правда в дальнейшем он уменьшил её до 300 000 человек. Эти данные сильно завышены, и позднейшие историки предложили совершенно другие оценки численности войск Чингисхана и Батыя. Трудности в определении общего числа воинов монгольской армии состоят в том, что оно колебалось в разные периоды правления Чингисхана, а персидские, китайские и русские писатели имели тенденцию сильно завышать численность монгольских войск. Э. Хара-Даван, основываясь на данных компетентных английских исследователей, заявляет, что максимальная численность монгольского войска за весь период правления Чингисхана была 230 000 человек. Ниже приведены данные о численном соотношении монгольских войск в разных подразделениях армии во время похода против Хорезма.
|             | гвардия | центр   | правое крыло | левое крыло | вспомогательные контингенты | Всего   |
| ----------- | ------- | ------- | ------------ | ----------- | --------------------------- | ------- |
| Численность | 1000    | 101 000 | 47 000       | 52 000      | 29 000                      | 230 000 |

Рашид ад-Дин в своих летописях отмечает, что к моменту смерти Чингисхана численность монгольских войск составляла 129 000 человек. Хара-Даван и Г. В. Вернадский принимают эту цифру.

## Вооружение и снаряжение

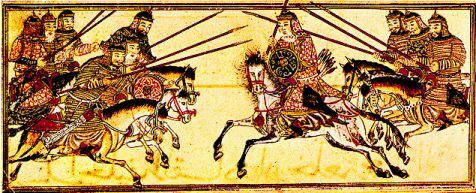
Монгольские тяжеловооружённые всадники. Персидская миниатюра XIV в.

Основным оружием монгола являлся составной (композитный) лук, который был покрыт особым лаком, заимствованным у китайцев. Этот лак предохранял лук от сырости и высыхания. Монголы использовали 2 типа луков: китайский и ближневосточный. Каждый воин имел в запасе несколько луков и колчанов со стрелами различных типов (весь комплект для стрельбы из лука назывался сайдак). В каждом колчане находилось до 30 стрел и, сверх того, до тридцати запасных наконечников. Кроме того, все воины имели арканы, которыми они искусно владели на охоте и на войне, а также боевые ножи и лёгкие топоры. Помимо этого, каждый воин должен был иметь иглу и нитки, шило и моток верёвки, специальный инструмент для заточки наконечников стрел, котелок и мешок с провиантом. При переправах через реки монгольские воины пользовались кожаными бурдюками, куда складывались вещи и одежда для предотвращения намокания. Зимой поверх доспехов монгольские воины надевали меховые шапки и овчинные тулупы.
Монголы воевали верхом на невысоких коренастых лошадях,
чрезвычайно выносливых и неприхотливых к климатическим условиям. В походах от холода их защищала плотная шерсть. Эти лошади были способны проделывать огромные переходы 
Они могли щипать траву на ходу, а также питаться корнями и палой листвой, разным подножным кормом, обходясь без всяких заготовок
. Зимой лошади «копытили» корм, добывая его из-под снега.
Лошади у них малорослые, но сильные, — сообщает очевидец монгольского вторжения в Далмацию архидиакон Фома Сплитский, — легко переносящие голод и трудности, ездят они на них верхом на крестьянский манер; по скалам и камням они передвигаются без железных подков как дикие козы. А после трехдневной непрерывной работы они довольствуются скромным кормом из соломы…
Обычно у кочевников количество лошадей в расчёте на одного воина составляло 3 (и превосходило соответствующий показатель у их оседлых противников), но наказ Чингисхана требовал иметь при каждом воине 5 лошадей.
По предположению Г. В. Вернадского, монгольские скакуны эпохи завоеваний были гибридами упомянутой местной породы коней и импортной персидской.
Сёдла были достаточно тяжёлыми, до 4 килограммов, и смазывались овечьим жиром для предотвращения намокания во время дождя. Сёдла имели высокие луки. Стременные ремни, приспособленные к особой посадке монгольских всадников, были очень короткими.

### Лёгкая конница
Лёгкий кавалерист был защищён железным шлемом и панцирем из кожи или иных мягких материалов. Такой панцирь назывался «хатангу-дегель». Подобный доспех зачастую усиливался приклёпанными с изнанки металлическими пластинами. Такая защита тела была наиболее распространена у монгольских воинов.
Доспехи их представляют собой некое одеяние из кусков воловьих кож, — рассказывает Фома Сплитский, — составленных наподобие металлических пластинок, однако они непробиваемы и очень надежны. Шлемы у них и железные, и кожаные, мечи серповидные, а колчаны и луки прикреплены по-военному к поясу. Их стрелы длиннее наших на четыре пальца, с железными, костяными и роговыми сильно заостренными наконечниками. Основание стрел настолько узкое, что едва ли подходит к тетиве наших луков…
Хотя основным оружием монгольского всадника являлся лук, лёгкие конники пользовались также небольшими копьями, кистенями, боевыми ножами, лёгкими топорами и реже — дротиками.

### Тяжёлая конница
Тяжеловооружённый всадник имел обычно два лука и два колчана, для стрельбы на дальнюю и на короткую дистанции, а также саблю, меч или палаш, длинное копьё с крючьями для стаскивания воинов противника из сёдел, боевой топор, металлический ламеллярный или ламинарный панцирь (хуяг), железный шлем дуулга, небольшой круглый щит (монголы также применяли большие прямоугольные щиты при осадах крепостей). Применялись также и различные формы длиннодревкового оружия, в частности, так называемые «пальмы» — вариант глефы. Помимо металла, в изготовлении панцирей из твёрдых материалов использовали специально обработанную толстую кожу. Широко были распространены также панцири, имевшие смешанную ламинарно-ламеллярную структуру. Панцири имели различный покрой. В качестве дополнительной защиты использовались ожерелья, зерцала, наручи и поножи. Шлемы имели сфероконическую форму и оснащались наносниками, полумасками, личинами, бармицами и забралами. Доспехи часто покрывались лаком и декоративной росписью. Плано Карпини следующим образом описывает технологию изготовления металлического ламеллярного доспеха у монголов:
…они делают одну тонкую полосу шириною в палец, а длиною в ладонь, и таким образом они приготовляют много полос; в каждой полосе они делают восемь маленьких отверстий и вставляют внутрь три ремня плотных и крепких, кладут полосы одна на другую, как бы поднимаясь по уступам, и привязывают вышеназванные полосы к ремням тонкими ремешками, которые пропускают чрез отмеченные выше отверстия; в верхней части они вшивают один ремешок, который удваивается с той и другой стороны и сшивается с другим ремешком, чтобы вышеназванные полосы хорошо и крепко сходились вместе, и образуют из полос как бы один ремень, а после связывают все по кускам так, как сказано выше. И они делают это как для вооружения коней, так и людей. И они заставляют это так блестеть, что человек может видеть в них своё лицо.
Широкое распространение получили также булавы. Позднее в арсенале монгольской тяжёлой конницы появились кольчуги и комбинированные кольчато-пластинчатые доспехи. К XIV веку наибольшую популярность приобрёл хатангу-дегель, усиленный изнутри железными пластинами: именно этот тип панциря у монголов и русских получил название «куяк». Кроме того, к этому времени появляются комбинированные панцири, сочетающие в себе элементы ламеллярного, ламинарного и куячного типов брони. Традиционным стало также ношение нескольких панцирей одновременно.
Наиболее знатные и богатые воины защищали доспехами (кожаными или железными) также своих коней. Плано Карпини так описывает доспехи монгольских коней:
«Прикрытие лошади они делят на пять частей: с одной стороны лошади одну, а с другой стороны другую, которые простираются от хвоста до головы и связываются у седла, а сзади седла на спине и также на шее; также на крестец они кладут другую сторону, там, где соединяются связи двух сторон; в этом куске они делают отверстие, через которое выставляют хвост, и на грудь также кладут одну сторону. Все части простираются до колен или до связей голеней; и пред лбом они кладут железную полосу, которая с обеих сторон шеи связывается с вышеназванными сторонами…»

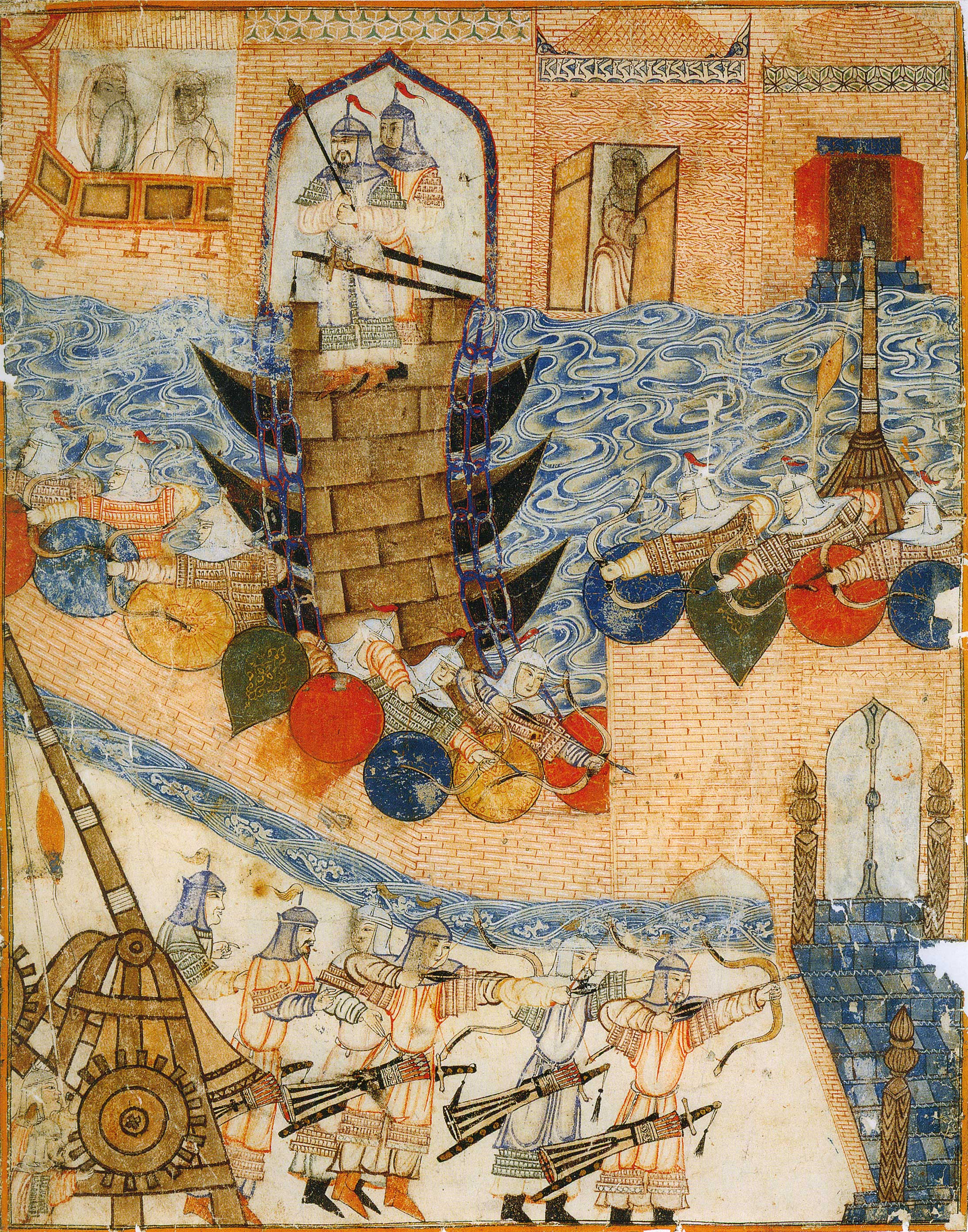
Падение Багдада. Иллюстрация из Джами ат-таварих Рашид ад-дина. На переднем плане — монгольские воины в тяжёлом вооружении. Слева — монгольское осадное орудие

### Осадная техника
Процесс освоения монголами военной техники проходил поэтапно. На начальном этапе монголы заимствовали тангутские осадные технологии, более примитивные, чем китайские и чжурчжэньские. Монголы заимствовали такие элементы осадной техники тангутов, как боевые повозки (их развитием были осадные башни), различные типы катапульт (от простых камнемётов и лёгких катапульт до массивных стационарных камнемётов). Тангутские воины располагали также вспомогательным инвентарём, использовавшимся при осадах (железные крюки, верёвки, заступы и топоры). Всё это заимствовали монголы и с успехом применяли во время осад.
Монголы тесно познакомились с осадной техникой чжурчжэней именно в ходе завоевательных кампаний, несмотря на то, что и раньше совершали нападения на чжурчжэньские территории. Чжурчжэньские метательные орудия, заимствованные монголами, были совершеннее тангутских и подразделялись на одно- и многолучные стреломёты и натяжные камнемёты различных типов. Чжурчжэньская осадная техника находилась практически на одном уровне с китайской. Чжурчжэни располагали также средствами огневого боя (огневые стрелы и снаряды). По примеру своих противников монголы образовали в своих войсках инженерные и артиллерийские части, подготовив для них кадры и материальное обеспечение.
На вооружении монголов состояли также осадные орудия, заимствованные ими из покорённого Китая, в частности, китайские осадные катапульты, действовавшие по принципу рычага, а также тяжеловесные тройные арбалеты, которые обслуживали не менее 100 человек. Помимо этого, монголы применяли ручные и осадные снаряды, начинённые порохом или другими горючими материалами.
Позднее на вооружение монголов поступила мусульманская осадная техника, в частности, массивные требюшеты (ар. манджаник), стрелявшие каменными снарядами весом до 70 кг. На вооружение монголов поступили торсионные катапульты и машины с противовесами, которые не знали китайские инженеры и которые у монголов получили название «хуйхуйпао». По сообщениям Плано Карпини, использовали монголы и греческий огонь. Монголы при осадах использовали подручные материалы, чтобы не перевозить тяжеловесные снаряды к орудиям. При осаде монголы отдавали предпочтение глиняным снарядам, так как их затем было уже невозможно использовать против осаждавших. Осадные орудия обычно приводились в действие пленными и обслуживались китайскими и мусульманскими инженерами. Монголы также привнесли новшества в военное дело, начав впервые использовать примитивную огневую артиллерию. Так, в 1259 году китайские инженеры изготовили «огненное копьё» из бамбукового стебля, стрелявшее картечью на расстояние до 250 метров.

## Стратегия

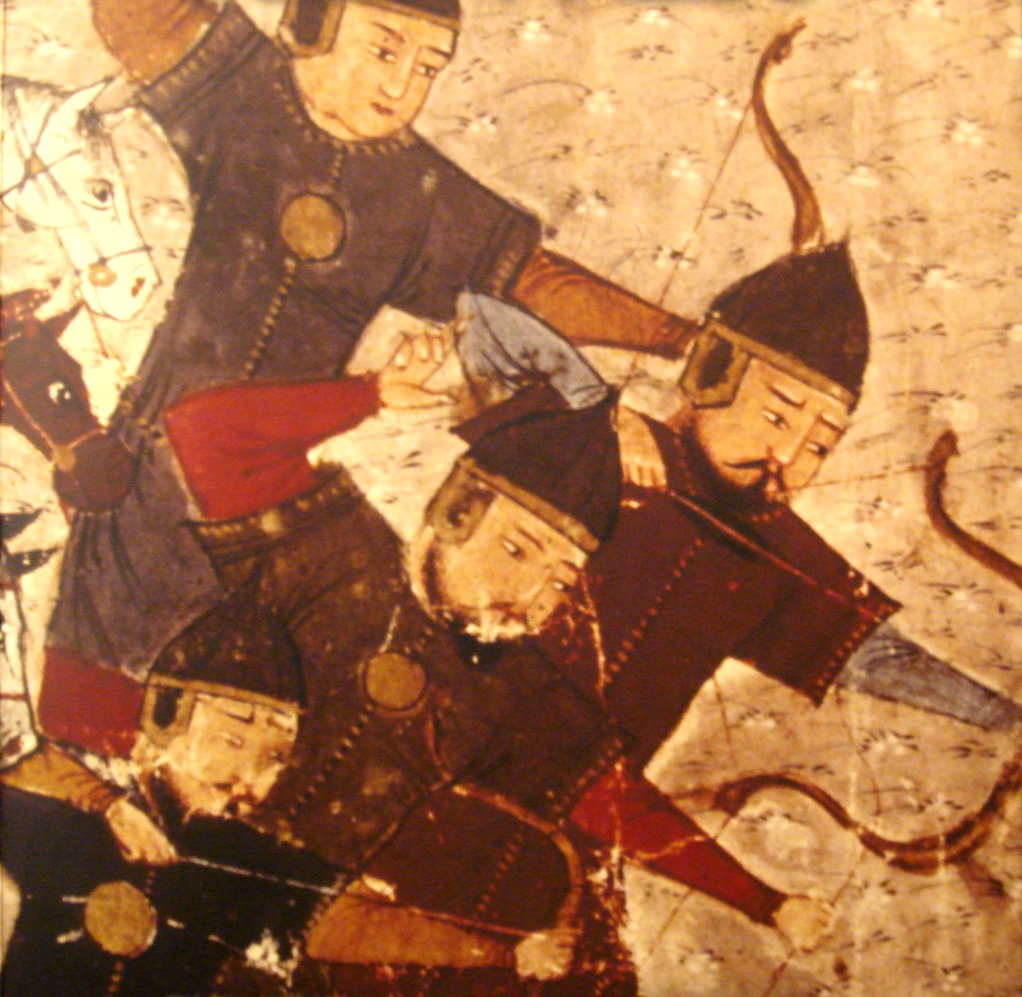
Монгольские воины. Персидская миниатюра, XIV век

Стратегическое искусство монгольской армии основывалось на хорошо организованной разведке, дипломатических усилиях и скорости передвижения, которые давали монголам возможность делить силы противников и последовательно бросать на них все свои силы.
Для сбора необходимой информации перед главным наступлением монголы посылали разведывательные экспедиции численностью 2—3 тумэна. Одной из таких разведывательных экспедиций считается поход полководцев Джэбэ-нойона и Субэдэй-багатура в 1221—1224 гг.
Перед началом кампании созывался курултай, на котором присутствовали все высшие армейские командиры. Там они получали инструкции от хана, который формально возглавлял войско во время военных действий, и в дальнейшем во время кампании могли действовать относительно самостоятельно, так как пользовались полным доверием хана. Именно из этой среды вышел талантливый монгольский военачальник Субэдэй. Разведчики и шпионы отправлялись в стан противника сразу же после обсуждения деталей предстоящей кампании. Многочисленные шпионы, роль которых зачастую играли купцы, снабжали монгольское командование сведениями о всех слабых и уязвимых местах в обороне противника, тщательно информировали монголов о политической ситуации в регионе, где должны были вестись боевые действия. Монголы часто сеяли раздор и противоречия в стане противника, распускали слухи об огромной численности своих войск и их непобедимости. Они также обещали безопасность противнику, если он сдастся без борьбы. На курултае обсуждалась также численность армии, которую планировалось отправить в предстоящую завоевательную кампанию. Монголы тщательно выбирали время года для нападения на противника. Так, нападение на Русь было запланировано в зимнее время 1237—1238 гг., поскольку замёрзшие реки значительно облегчали передвижение монгольской конницы и служили прекрасными транспортными путями. Несомненным стратегическим преимуществом монгольских войск была высокая скорость передвижения, так как каждый монгольский воин имел 3—5 лошадей. Во время переправ монголы использовали кожаные мешки, в которые клали одежду и остальное имущество. Таким образом монголы быстро форсировали даже большие реки.

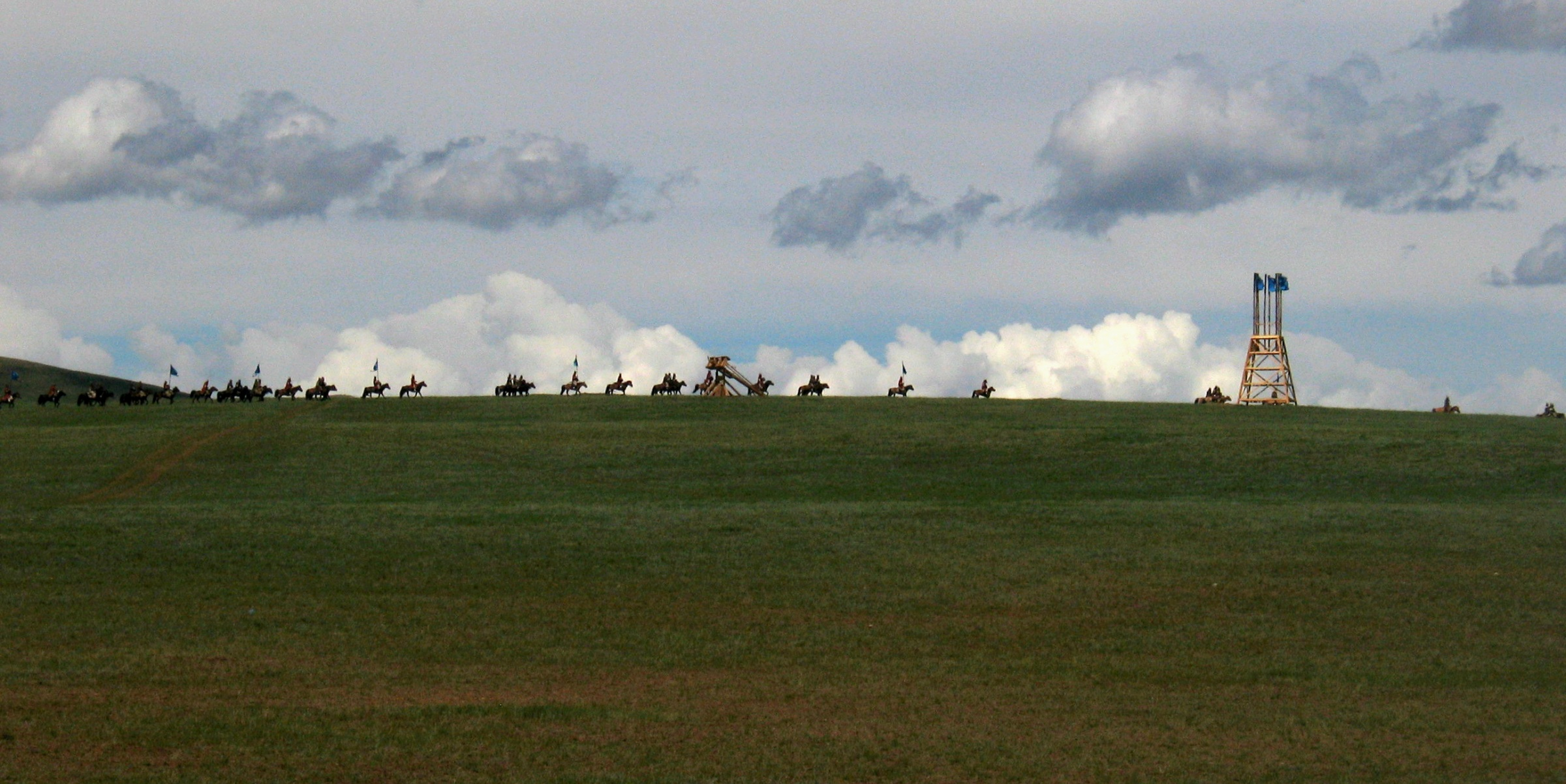
Монгольская армия на марше. Современная реконструкция

В походе монголы разделяли своё войско на несколько крупных отрядов, что было необходимо для их прокорма, а также для захвата максимальной добычи. На расстоянии нескольких дней пути впереди каждого отряда без обозов шли подвижные монгольские авангарды, поддерживавшие соприкосновение с войсками противника и снабжавшие монгольских военачальников сведениями об их расположении и численности. Если перед монголами находилось большое войско, то они предпочитали обходить его стороной на 1—2 дня пути, ограничиваясь грабежом окрестностей. В случае, если обойти противника было невозможно, монголы отступали назад на 10—12 дней пути. Зачастую они располагались в безопасном месте, ожидая, когда противник разделит свои силы. Как правило, монголы быстро соединяли свои главные силы и обрушивались на войска противника в условиях их неполной концентрации или пользуясь эффектом внезапности, а взятие городов успевали производить быстрее, чем на помощь осаждённым подойдут полевые войска. Для преодоления сопротивления противника на определённых оборонительных рубежах (городская крепость, укреплённый полевой лагерь) либо для временного выключения из борьбы одного из членов враждебного себе союза монголы могли вступать в переговоры с противником, в том числе для большей убедительности используя в качестве переговорщиков представителей местной знати. Также использовался подкуп противника — метод, обычно применявшийся обороняющейся стороной. Одним из главных принципов стратегии монгольской армии было преследование разбитого противника вплоть до его полного уничтожения. Для этого выделялись определённые силы численностью 2—3 тумэна, в то время как остальная армия вновь разделялась и продолжала ограбление страны. Стремясь к обеспечению безоговорочного господства на всех атакуемых территориях, монголы пытались уничтожить вооружённые силы противника и знать, а также подорвать возможности воспроизводства военного потенциала, направляя удары на ремесленные центры, захватывая в плен мастеров и отправляя их вглубь империи. Также производились повторные разорения вражеской территории и устанавливалась их данническая зависимость.
Исследователи дают разные и порой противоречивые оценки тем способам борьбы, которые избирали противники монголов. Как правило, ошибочным признаётся именно тот способ борьбы, который применил конкретный военачальник. Например, роковой ошибкой хорезмшаха Мухаммеда считается то, что он рассредоточил свою армию по городам, не дал монголам генерального сражения и тем самым упустил стратегическую инициативу, хотя города отвлекали части монгольской армии вплоть до нескольких месяцев. В то же время, ошибкой европейских военачальников обычно считается именно вывод войск для полевых сражений с монголами, хотя полевым победам отводится заметная роль в борьбе против монгольского владычества (Битва на реке Синюха, Куликовская битва).

## Тактика

Сражение монголов и самураев. Монгольские воины, помимо луков и стрел, пользуются бомбами, начинёнными порохом. Миниатюра из японского «Свитка о монгольском нашествии», XIII век

Тактика монголов основывалась на изматывании врага маневрированием и обстрелом из лука лёгкой конницей, после чего на ослабленного и деморализованного противника обрушивался удар тяжёлых бронированных всадников, которого противник, как правило, не выдерживал. Монголы стремились решить исход сражения на начальном этапе боя во избежание крупных потерь. Монгольская лёгкая кавалерия воевала в рассыпном строю, осыпая противника стрелами. Стрельба велась эффективно благодаря выучке воинов и большой дистанции полёта стрелы. Стрельба была прицельной и велась залпами с небольшими интервалами, благодаря чему противник нёс большие потери. Монголы успешно пользовались ложными отступлениями с целью расстройства вражеских рядов, в случае, если противник выдержал первые атаки, а также засадами. С другой стороны, монголы часто давали противнику возможность отступить, чтобы ударить по нему в момент отхода. Очень распространён был приём «хоровод», когда монгольские лучники выстраивались цепью в круг перед противником и начинали движение, осыпая врага градом стрел. В ближний бой монголы вступали только тогда, когда противник был ослаблен, а его ряды были расстроены. Тогда монголы атаковали «лавой» (разомкнутыми шеренгами), стремясь охватить фланги противника. Разгром завершал удар тяжёлой конницы, направленный в наиболее уязвимое место построения противника. Тяжёлая конница строилась плотно сомкнутым строем. В ближнем бою монголы членили войска на отдельные части, таким образом имея возможность всегда ввести в бой свежие силы. Если ход сражения был неблагоприятен для монголов, то воины спешивались, чтобы повысить меткость и скорострельность. В случае неудачи отступление организовывалось слаженно, и каждый воин под угрозой сурового наказания обязан был вернуться в строй. Монголы одними из первых кочевников стали применять метательную технику на полях сражений. Тем не менее, эта тактика не получила широкого распространения.

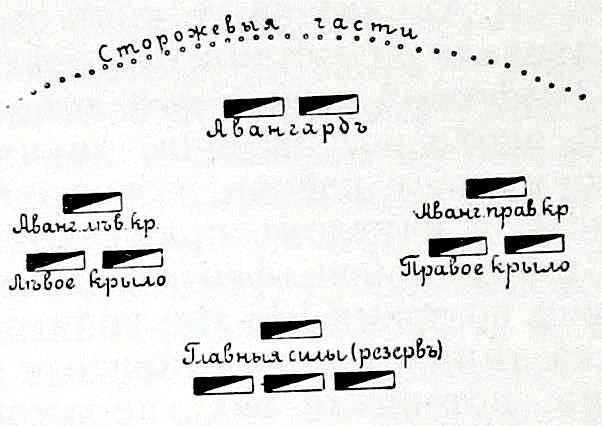
Боевой порядок монголов
Рисунок из статьи «История военного искусства»
(«Военная энциклопедия Сытина»; 1913 год)

Перед сражением из легковооружённых отрядов формировались авангарды. Авангард выдвигал вперёд летучие отряды, завязывавшие бой. В его задачу входило осыпать противника стрелами, изранить коней, расстроить плотный строй и обратить в бегство. За авангардом следовали правое и левое крылья войска. Они тоже имели свои авангарды. Для монгольского войска перед битвой стандартным было эшелонное построение в 5 рядов. Последние линии, как правило, состояли из воинов тяжеловооружённых, однако зачастую тяжёлая конница располагалась в первых двух рядах, а легковооружённые конные отряды в начале боя выдвигались вперёд через разрывы в рядах тяжёлой конницы. Левое крыло вело бой на дистанции, осыпая противника стрелами, пробуя его прочность короткими рукопашными схватками. Крылом атаки и главного удара было правое крыло. В задачу правого крыла входило обойти или прорвать центр противника, подрубить его знамя, схватить или убить военачальника. Такая тактика называлась «тулугма». Оба крыла стягивались сзади главными силами войска, тяжеловооружёнными всадниками и ханской гвардией. Ставка хана обычно располагалась за спиной главных сил. Во время боя гвардия, как правило, находилась в резерве, всегда готовая произвести решающую атаку или отбить удар противника. По сообщениям Карпини, военачальники никогда не участвовали в сражении, а оставались в стороне, руководя ходом боя.

План битвы при Шайо. Отчётливо наблюдается деление монгольской армии на несколько отдельных отрядов

Во время боя монголы исполняли все манёвры беззвучно, используя белые и чёрные флаги днём, а ночью — фонари. Решительному наступлению всегда предшествовал бой в барабаны-наккара, перевозившиеся на верблюдах. Фронтальный удар, как правило, всегда сопровождался неожиданными для противника атаками во фланг и тыл. Окружая противника, монголы всегда оставляли ему место для отступления, поскольку понимали, что полностью окружённый враг будет сражаться упорнее и ожесточённее. После разгрома противника монголы организовывали активное преследование разбитой армии. Оно могло продолжаться несколько дней. Главная роль в преследовании отводилась лёгкой коннице.
Несмотря на все свои очевидные преимущества, монгольские войска иногда терпели поражения от своих противников в связи с некоторыми тактическими просчётами. Наиболее ярким примером может служить битва при Айн-Джалуте, когда мамлюки, выдержав удар монгольских войск, обратились в притворное бегство, увлекая за собой монголов. Мамлюки не замедлили воспользоваться этим, перейдя в контрнаступление, напав на монголов с трёх сторон и опрокинув монгольскую конницу.

### Осада городов

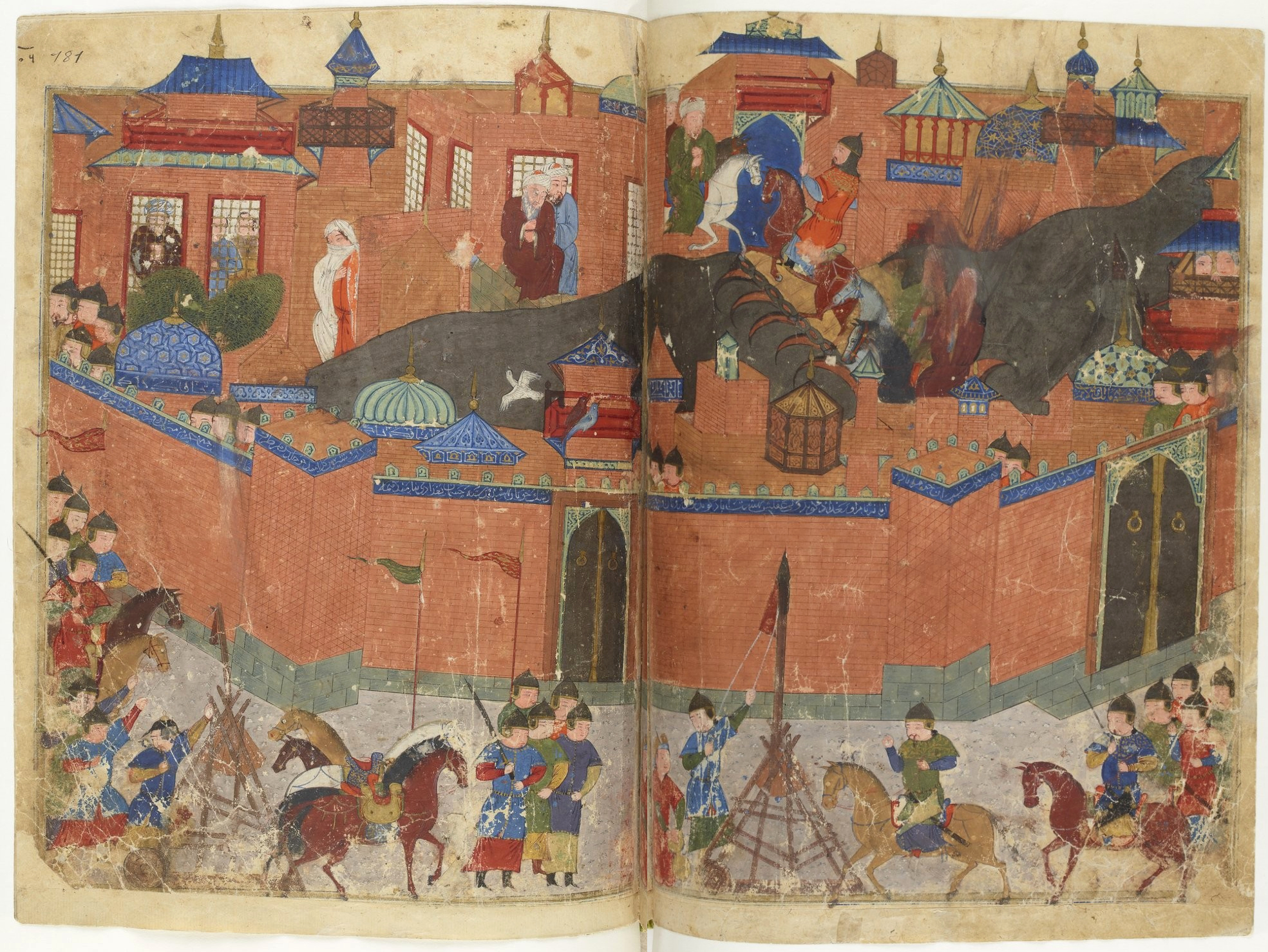
Осада монголами Багдада (1258). Персидская миниатюра

Первое время в монгольской тактике существенным недостатком было неумение захватывать города. В связи с этим они предпочитали давать сражение противнику в открытом поле. Если же монгольская армия действовала в хорошо укреплённой местности, то монгольские военачальники предпочитали оставлять крепости противника в тылу. Эта тактика также была неудачной, в связи с чем монголы стали привлекать к себе на службу китайских, а затем и мусульманских инженеров-специалистов осадного дела. Поэтому монголы очень скоро получили в распоряжение богатый арсенал осадной техники.
Наряду с этим монголы широко использовали труд многочисленных пленных. Во время осады городов каждый конный воин обязан был привести 10 пленных. Они под надзором инженеров изготовляли и обслуживали осадные машины, проводили осадные работы под обстрелом противника, в частности, засыпали и выравнивали рвы. Во время приступов монголы гнали пленных впереди, используя их в качестве живого щита (нередко такую тактику монголы применяли и в открытом бою). Подобные подразделения из пленных, являвшиеся основным средством во время осады городов, издавна использовались на Востоке — сельджуками, киданями, чжурчженями. В мусульманском мире осадная толпа называлась хашар (букв. — «толпа»; перс. хашар, из араб. хашр). При осадах монголы активно пользовались подкопами, а также, если неподалёку от осаждённой крепости находилась река, преграждали её плотинами с целью изменить русло реки и затопить вражеские укрепления. Осаждая вражескую крепость, монголы ни на один день не прекращали сражения, тем самым лишая защитников отдыха. Сами же монголы членили войско на отдельные отряды, сменявшие друг друга во время приступов. Во многих источниках отмечается возведение монголами стен, частоколов или высоких валов вокруг окружённой крепости. Тем не менее, монголы по возможности старались выманить защитников в открытое поле, используя для этого небольшие отряды.

## Дальнейшее развитие
Со временем в военном деле монгольских государств произошли существенные изменения. Они коснулись как военного искусства, так и вооружения воинов монгольских улусов. Десятичная система в монгольских государствах постепенно исчезала, становясь условной, а монгольские названия заменились на тюркские. Крупные подразделения (такие, как кулы и кошуны в армии Тамерлана) имели непостоянную численность. В армиях монгольских государств также появилась пехота. Это были как легковооружённые лучники, так и тяжёлые пехотинцы, облачённые в панцири и шлемы и защищённые щитами. Они были вооружены саблями, топорами, кинжалами и булавами. В монгольских улусах развивалась также осадная техника, особенно в мощных оседло-земледельческих зонах.

### Золотая Орда
На территории Золотой Орды (а также западной части Чагатайского улуса) сложилась особая единая воинская традиция, на которую слабо влиял многонациональный характер этого государственного образования. Тем не менее, на развитие военного дела Золотой Орды оказали значительное влияние и соседние народы. Подавляющей частью ордынского войска оставалась конница, использовавшая в бою традиционную тактику ведения боя мобильными конными массами лучников. Её ядром были тяжеловооружённые отряды, состоявшие из знати, основой которых была гвардия ордынского правителя. Помимо золотоордынских воинов, ханы набирали в войско солдат покорённых народов, а также наёмников из Поволжья, Крыма и Северного Кавказа. Основным оружием ордынских воинов продолжал оставаться лук, которым ордынцы пользовались с большим мастерством. Широко распространены были и копья, применявшиеся ордынцами во время массированного копейного удара, следовавшего за первым ударом стрелами. Из клинкового оружия наиболее популярными были палаши и сабли. Распространено было и ударно-дробящее оружие: булавы, шестопёры, чеканы, клевцы, кистени.
Изменения произошли в вооружении, а также структуре армий. Наибольшей популярностью у воинов стали пользоваться кольчуги, а позже — кольчато-пластинчатые доспехи. Самым распространённым доспехом был хатангу-дегель, усиленный изнутри металлическими пластинами (куяк). Несмотря на это, ордынцы продолжали пользоваться ламеллярными панцирями. Пользовались монголы и доспехами бригантинного типа. Получили распространение зерцала, ожерелья, наручи и поножи. Мечи практически повсеместно были вытеснены саблями. С конца XIV века монголы взяли на вооружение пушки. Ордынские воины стали применять также полевые укрепления, в частности, большие станковые щиты-чапары. В полевом бою они также использовали некоторые военно-технические средства, в частности, арбалеты.

### Династия Юань

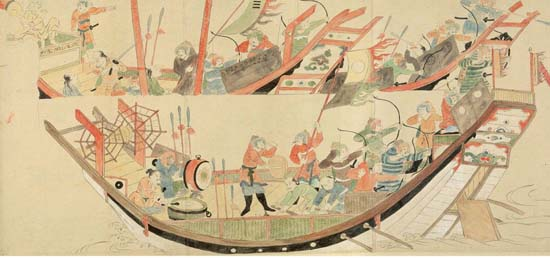
Монгольские военные корабли империи Юань. Миниатюра из японского «Свитка о монгольском нашествии», XIII век

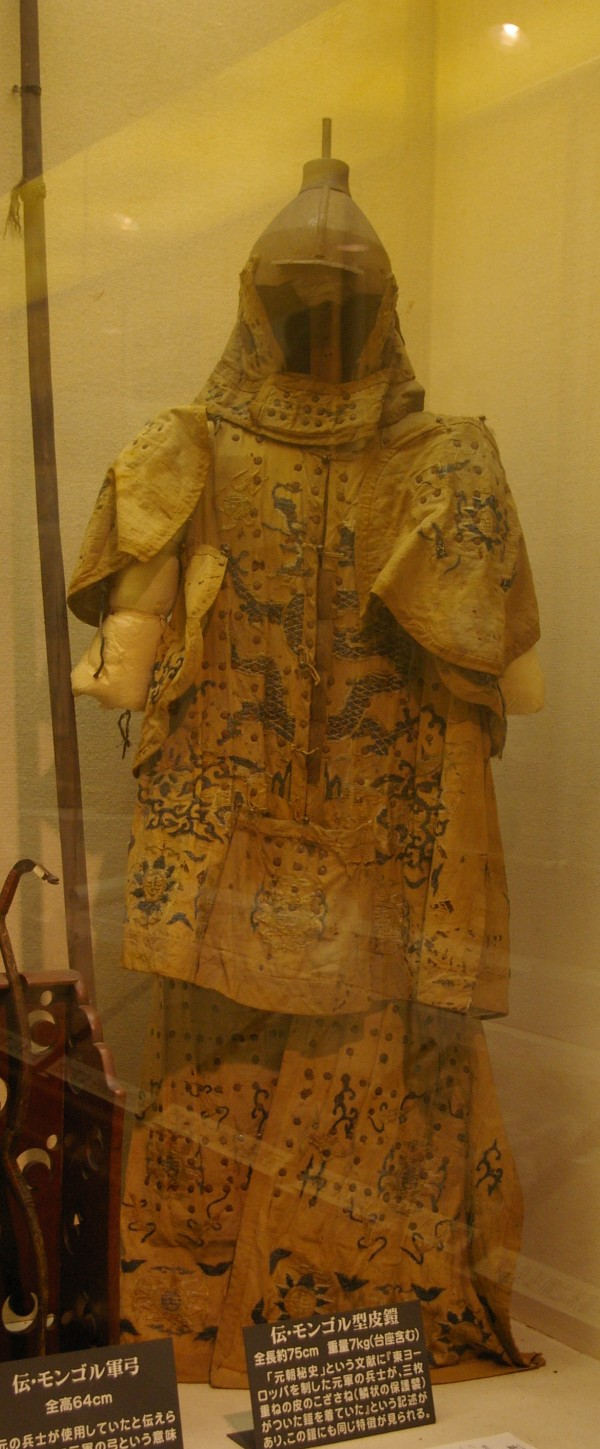
Доспехи монгольского воина империи Юань времён вторжений в Японию

Вооружённые силы монголов в империи Юань развивались под сильным влиянием Китая. Монголы впервые овладели флотом, захватив китайские военные корабли. В армию было набрано множество китайских воинов, служивших, главным образом, в пехоте. Несмотря на это, основой могущества монгольских правителей оставались именно монгольские войска. Главной причиной массового привлечения местного китайского населения на службу в монгольскую армию было то обстоятельство, что монголы были плохо приспособлены для боевых действий на пересечённой местности, а также для осады укреплённых китайских городов. Сказалась и небольшая численность монгольских войск.
В армию Юань входили также воины родственных монголам племён под предводительством собственных командиров. Помимо китайцев, в монгольских войсках служили также корейцы, чжурчжэни, кидани и тибетцы. Собственно захваченные в плен воины империи Сун служили главным образом в пехоте и артиллерии и составляли наименее надёжные части армии Юань. В армии Юань также служили захваченные в плен монгольские воины-наёмники, ранее находившиеся на службе династии Сун.
Монгольские вооружённые силы были сильно ослаблены в результате завоевательных походов, а также многочисленных восстаний населения против оккупантов. Монголы испытывали также серьёзную нужду в лошадях, так как не могли держать в Китае больших табунов и вынуждены были закупать лошадей. Это обстоятельство сильно ослабило военный потенциал монгольского контингента в Китае. Тем не менее, монголы оставались грозной силой для своих противников. В столице государства располагалась императорская гвардия. К 1352 году в гвардии монгольского хана служили около 100 000 воинов. В армии Юань формально сохранилась десятичная система, однако численность монгольских воинов в тумэнах варьировалась от 3000 до 7000 человек, а тысячи-минганы были крайне малочисленны.

### Империя Тамерлана

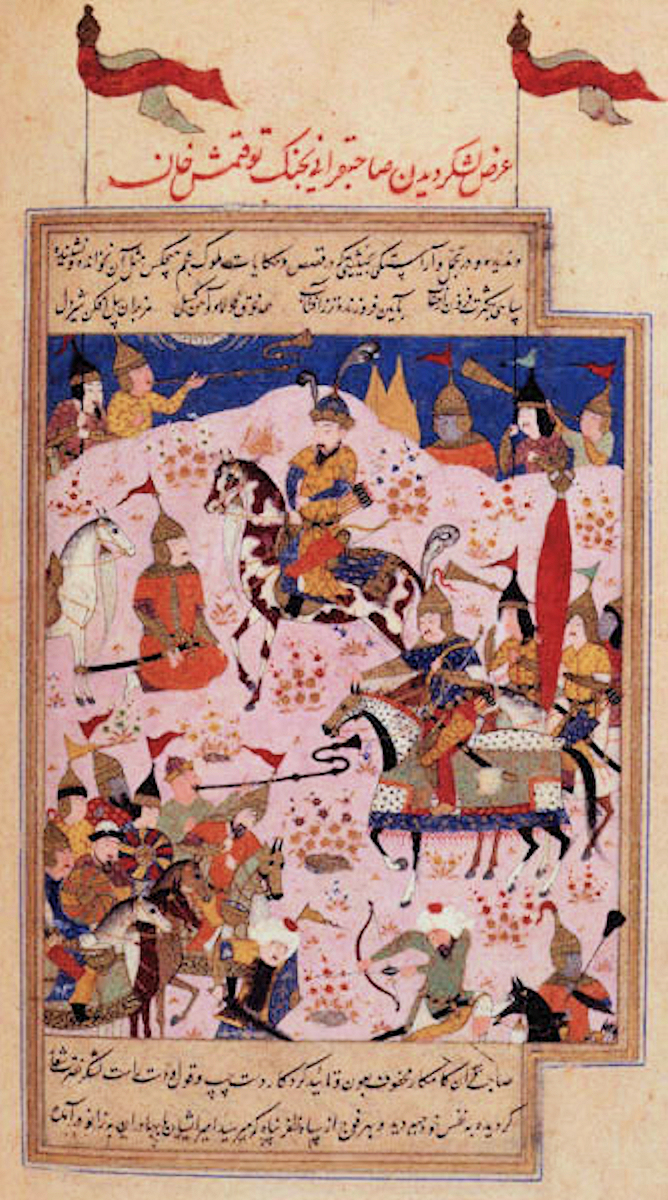
Тамерлан и его воины. Персидская Миниатюра, 1533 год

Наиболее боеспособной и совершенной военной организацией в Среднеазиатском регионе обладала армия Тамерлана. Период завоеваний Тамерлана ознаменовал собой наивысший расцвет военного дела среднеазиатских кочевников. Опираясь на богатый опыт своих предшественников, Тамерлан сумел создать мощную и боеспособную армию, позволившую ему одерживать блестящие победы на полях сражений над своими противниками. Эта армия была многонациональным и многоконфессиональным объединением, ядром которого являлись тюрко-монгольские воины-кочевники. Армия Тамерлана делилась на конницу и пехоту, роль которой сильно возросла на рубеже XIV—XV вв. Тем не менее, основную часть армии составляли конные отряды кочевников, костяк которых состоял из элитных подразделений тяжеловооружённых кавалеристов, а также отрядов телохранителей Тамерлана
. Пехота зачастую играла вспомогательную роль, однако была необходима при осадах крепостей. Пехота была большей частью легковооружённой и в основном состояла из лучников, однако в армии состояли также тяжеловооружённые ударные отряды пехотинцев.
Помимо основных родов войск (тяжёлой и лёгкой конницы, а также пехоты) в армии Тамерлана находились отряды понтонёров, рабочих, инженеров и прочих специалистов, а также особые пехотные части, специализировавшиеся на боевых операциях в горных условиях (их набирали из жителей горных селений). Организация армии Тамерлана в общем и целом соответствовала десятичной организации Чингисхана, однако появился ряд изменений (так, появились подразделения численностью от 50 до 300 человек, называвшиеся «кошунами», численность более крупных подразделений-«кулов» также была непостоянной).
Основным оружием лёгкой конницы, как и пехоты, был лук. Лёгкие кавалеристы пользовались также саблями или мечами и топорами. Тяжеловооружённые всадники были облачены в панцири (наиболее популярным доспехом была кольчуга, зачастую укреплённая металлическими пластинами), защищены шлемами и сражались саблями или мечами (помимо луков и стрел, которые были распространены повсеместно). Простые пехотинцы были вооружены луками, воины тяжёлой пехоты сражались саблями, топорами и булавами и были защищены панцирями, шлемами и щитами.

### Государство Хулагуидов
На территории державы ильханов монгольская военная система также претерпела некоторые изменения, затронувшие организацию армии. Теперь тюрко-монгольская военно-кочевая знать, составлявшая основную опору государства, получила огромные земельные участки на правах икта. Первоначально рядовые воины-ополченцы не получали иктов. Их содержание состояло из выплат на «обмундирование» (джамэги), фураж и «кормовых» денег. Позднее ополченцы, как и их командиры, являвшиеся выходцами из тюрко-монгольской кочевой знати, также стали получать земельные наделы. Подобная система ленных владений была узаконена указом ильхана Газана от 1303 года. Так как икты выдавались из государственных и ханских земель, это вело к уменьшению доходов и дальнейшему ослаблению государства. Армия ильханов, помимо собственно монгольских формирований, включала в себя также союзные армянские и грузинские отряды, а также ополчения, набиравшиеся из местных жителей. Традиционная десятичная система соответствовала родовой организации монгольских и тюркских племён. Военная система государства ильханов показала свою слабость в войнах с мамлюками, остановившими монгольскую экспансию в Юго-Западной Азии.

## Влияние на развитие военного дела Евразии
Традиции монгольской военной школы оказали сильное влияние на развитие военного дела многих народов. Так, монгольский тип вооружения (конские доспехи в галицко-волынском войске, названные татарскими, описаны в 1248 году аналогично описанию Плано Карпини) с успехом применяли русские воины в борьбе с западными противниками. В результате монгольского нашествия на Руси оборвался процесс дифференциации функций между отрядами тяжёлой кавалерии, специализировавшейся на прямом ударе холодным оружием, и формированиями стрелков (которые возродились на полурегулярной основе лишь в начале XVI века, после падения монголо-татарского ига). Русские дружинники были вынуждены вновь биться копьём и мечом и стрелять из лука. Под монгольским влиянием сильно изменилась тактика ведения боя: русские воины стали отдавать предпочтение ведению метательного боя и боя из глубины, большое внимание стало уделяться разведывательной и сторожевой службе. Кроме того, русское войско стало воздерживаться от преследования противника, если это могло поставить под угрозу общую победу, что стало одной из причин поражения на Калке (см. Битва на Воже, Куликовская битва). Войско Московского государства частично строилось по принципам монгольского воинского искусства. . Русские воины часто использовали ордынское вооружение, которое и к концу XIV века в некоторых аспектах было более совершенным, чем аналогичные образцы из Руси и Восточной Европы. Изменилось и снаряжение боевого коня: появились высокие и лёгкие восточные сёдла, шпоры сменяются плетью.
Монгольское вооружение оказало сильное влияние на оружие и доспехи Китая, Ирана, Средней Азии, а также многочисленных кочевых племён, проживавших на территории современной России. Эффективные методы ведения войны, применявшиеся монголами, были заимствованы другими кочевыми народами. Наиболее сильное влияние монголы оказали на вооружение и военную организацию подчинённых тюркоязычных и монголоязычных народов.